# Egzaracija
Egzaracija u geologiji podrazumijeva proces brazdanja podloge ledenjaka.